# Val-de-Charmey
Val-de-Charmey je obec v okrese Gruyère v kantonu Fribourg ve Švýcarsku. Žije zde přibližně 2 500 obyvatel.
Obec vznikla k 1. lednu 2014 sloučením doposud samostatných obcí Charmey a Cerniat.

## Geografie
Sousedními obcemi jsou Bas-Intyamon, Botterens, Broc, Châtel-sur-Montsalvens, Corbières, Crésuz, Grandvillard, Gruyères, Hauteville, Jaun, La Roche, Plaffeien a Plasselb v kantonu Fribourg, Château-d’Oex a Rougemont v kantonu Vaud a Saanen v kantonu Bern. Na vrcholu Dent de Ruth v masivu Gastlosen se nachází trojmezí kantonů Bern, Fribourg a Vaud.

## Historie
Původně se počítalo s fúzí čtyř obcí Cerniat, Charmey, Châtel-sur-Montsalvens a Crésuz. Toto sloučení však bylo v referendu v dotčených obcích odmítnuto. Projekt sloučení se následně omezil na obce Cerniat a Charmey a byl přijat více než 60 % hlasů v místních referendech a realizován 1. ledna 2014.
Od roku 2012 je obec součástí regionálního přírodního parku Gruyère Pays-d’Enhaut.